# Wilton (Connecticut)
Wilton – miasto w Stanach Zjednoczonych, w stanie Connecticut, w hrabstwie Fairfield.
Ira Levin mieszkał tu w latach sześćdziesiątych XX wieku, miasto stało się dla niego inspiracją do opisania Stepford, miejsca akcji powieści Żony ze Stepford.